# Lazar Tasić
Lazar Tasić (Belgrado, 5 aprile 1931 – Belgrado, 16 maggio 2003) è stato un calciatore jugoslavo, di ruolo centrocampista.

## Carriera
Inizia la carriera da professionista nel 1948 nel Metalac Belgrado, dove rimane fino 1954, vincendo la Coppa di Jugoslavia 1953. Nell'estate dello stesso anno viene infatti ingaggiato dalla più prestigiosa Stella Rossa con cui vince quattro campionati della RSF di Jugoslavia e due Coppe di Jugoslavia.
Nel mezzo della stagione 1961-1962 decide di trasferirsi in Francia, al Boulogne. Passa quindi alla squadra tedesca del Saarbrücken, prima di rientrare in patria, alla formazione bosniaca del Čelik Zenica.

## Palmarès

### Club

#### Competizioni nazionali
- Campionati della RSF di Jugoslavia: 4

Stella Rossa: 1955-1956, 1956-1957, 1958-1959, 1959-1960
- Coppa di Jugoslavia: 3

BSK Belgrado: 1952-1953
Stella Rossa: 1957-1958, 1958-1959

#### Competizioni internazionali
- Mitropa Cup: 1

Stella Rossa: 1958